# Kilvenjärvi
Kilvenjärvi är en sjö i kommunen Rovaniemi i landskapet Lappland i Finland. Arean är 37 hektar och strandlinjen är 3,49 kilometer lång. Sjön  ingår i Kemi älvs huvudavrinningsområde.   Den ligger omkring 35 kilometer sydöst om Rovaniemi och omkring 680 kilometer norr om Helsingfors. 